# Louis Masson (officier)
Pour les articles homonymes, voir Louis Masson et Masson.
Louis Guy Eugène Marie Masson est un militaire et résistant français, né le 20 mai 1903 à Vitré et mort le 18 novembre 1972 à Sainpuits. 
Il est incorporé le 10 mai 1927 au 8e régiment du génie au Mont-Valérien.
Durant la Seconde Guerre mondiale, il est membre du Réseau Jade-Amicol. Arrêté le 28 décembre 1943 à Reims (Marne) pour transport d'armes, liaisons radio et aide à la Résistance, il est déporté le 22 janvier 1944 au camp de Buchenwald (matricule 42639), duquel il participe à la libération en 1945,.

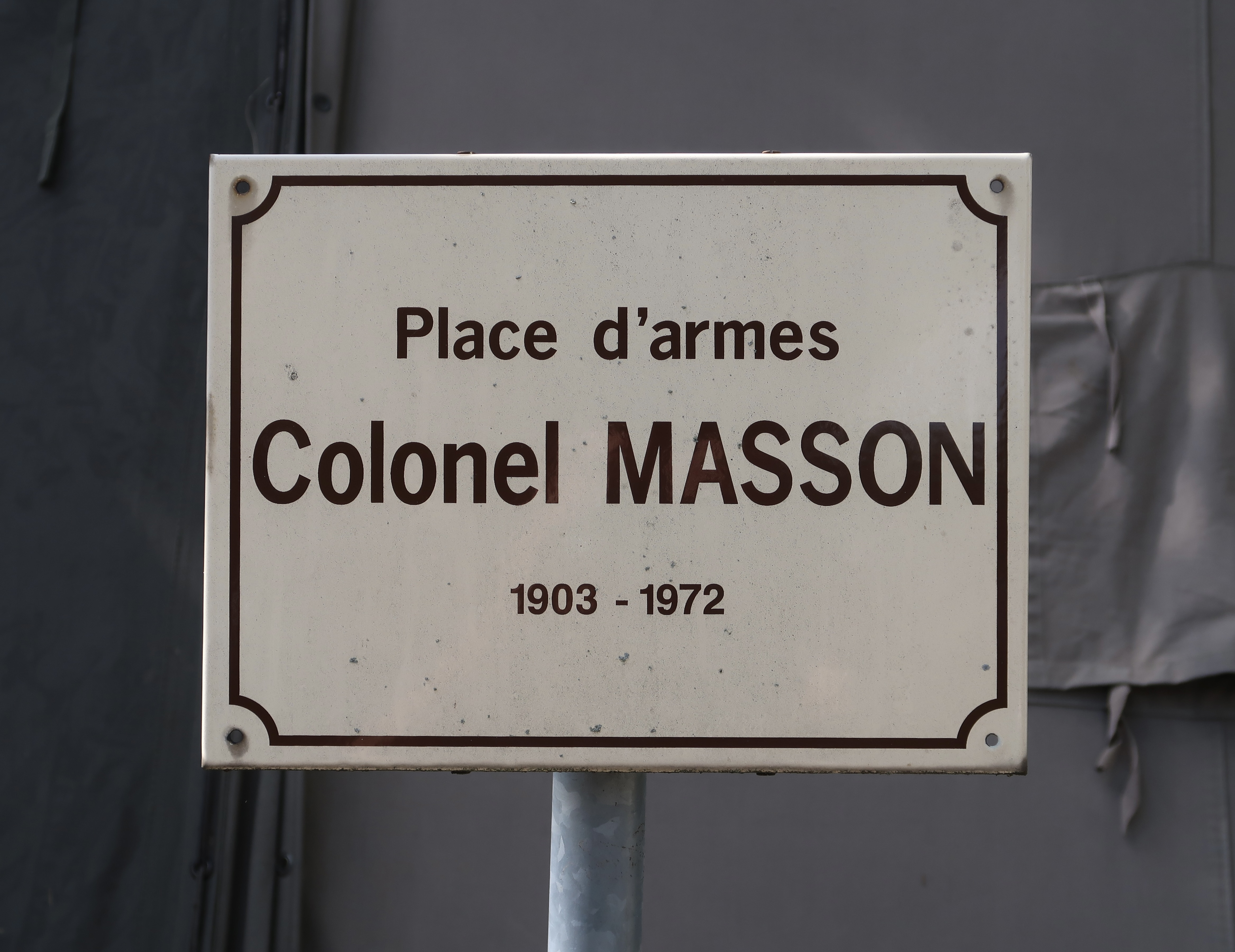
Plaque.

La place forte de la forteresse du Mont-Valérien porte son nom.